# 크리스티안 파스콰토
크리스티안 파스콰토(이탈리아어: Cristian Pasquato, 1989년 7월 20일, 파도바 ~ )는 이탈리아의 축구 선수로, 이탈리아 세리에 C의 AC 트렌토 1921에서 뛰고 있다.